# Ратари
Ратари (лат. redarii) — название западнославянского племени, жившего к югу от реки Пены, впадающей в Одру у самого её устья, между Доленским озером и верховьями Гавелы и Доши. Введено в литературу Шафариком (Р. Safarik). Они входили в племенной союз лютичей.

Место расселения ратаров

Политическим и религиозным центром ратаров был храм-крепость Ридегост, более известный под названием Ретра. Однако, в отличие от соседних ободритов, ни ратарский князь, ни священник не управляли племенем из замка. Скорее, замок, по-видимому, служил местом встречи для принятия политических решений поселений, которые были организованы по клановому или племенному признаку. В Ретре с воинами прощались и приветствовали их после возвращения из походов. В замке размещались деревянные статуи ратарских богов, сохраненные жрецами, и он был местом оракула и общественных жертвоприношений.

## История
В саксонской истории Видукинда Корвейского, написанной около 967 года, ратари впервые упоминаются в связи с событиями 929 года. Видукинд сообщает о провинции ратаров под командованием некоего Бернхарда. Соответственно, ратари должны были быть традиционными врагами саксов еще до 929 года. Военная организация для самозащиты уже была создана, и Бернхард был ее вождём. В начале информации Видукинда между ратарами и саксами царил мир, и ратари платили дань королю Восточно-Франкского королевства Генриху I. Воспользовавшись его войной с чехами ратари пересекли Эльбу и с большой армией атаковали замок Вальслебен в Альтмарке, жителей которого они взяли в плен или убили. Генрих I поручил графам Бернхарду и Тиетмару начать контратаку, которые разгромили ратаров 4 сентября 929 года в сражении при Лучине.
Генриху так и не удалось окончательно победить ратаров и сделать их постоянными данниками. Став королём Восточно-Франкской империи, Оттон I повел армию против ратаров. Однако его успех был непродолжительным. Согласно Видукинду, поэтому в 957 году Оттон I предпринял еще одну кампанию против ратаров. Императорский документ за 965 год затем дает информацию об обязанности ратаров платить дань, но в 967 году, во время пребывания Оттона I в Италии, боевые действия, похоже, снова вспыхнули между саксами и ратарами. Затем император умолял саксонских дворян, собравшихся в королевском дворце Верла, в письме не заключать мир с «неверными редариями» во время его отсутствия. Однако призыв был напрасным. Ввиду надвигающейся кампании против датчан саксонские дворяне посчитали разумным прекратить конфликт с ратарами.

## Источник
- Бодрухин В. Н. О роли языческих жрецов у лютичей. Вестник Удмуртского университета. Выпуск 7. 2007.
- Кузнецова А. М. Образ войны в «Славянской хронике» Гельмольда (XII В. )
- Heinrich Kunstmann: Die Slaven. Ihr Name, ihre Wanderung nach Europa und die Anfänge der russischen Geschichte in historisch-onomastischer Sicht. Steiner, Stuttgart 1996, ISBN 3-515-06816-3, S. 139.
- Christian Lübke: Zwischen Polen und dem Reich. Elbslawen und Gentilreligion. In: Michael Borgolte (Hrsg.): Polen und Deutschland vor 1000 Jahren. Die Berliner Tagung über den „Akt von Gnesen“. Akademie. Berlin 2002, ISBN 3-05-003749-0, S. 91–110, hier S. 102.
- Theodolius Witkowski: Der Name der Redarier und ihres zentralen Heiligtums. In: Symbolae Philologicae in honorem Vitoldi Taszycki. Wrocław / Warszawa / Kraków 1968, S. 405 f.
- Комм. к Славянской хронике Гельмольда.